# Trashiyangtse körzet
Trashiyangtse  egyike Bhután 20 körzetének. A fővárosa Trashiyangtse .

## Földrajz
Az ország keleti részén található.

## Gewog-ok
- Bumdeling Gewog
- Jamkhar Gewog
- Khamdang Gewog
- Ramjar Gewog
- Toetsho Gewog
- Tomzhangtshen Gewog
- Trashiyangtse Gewog
- Yalang Gewog